# Ђовани Алемано
Ђовани „Ђани“ Алемано (итал. Giovanni Alemanno; Бари, 3. март 1958) је италијански политичар и бивши градоначелник Рима.
Ђани Алемано је студирао инжењерство и рано је постао члан Fronte della Gioventù, омладинске организације неофашитичке странке МСИ. У то време био је више пута ухапшен, на пример због физичких напада на студенте и бацања ватрених паљби на совјетску амбасаду. Од 1988. до 1991. био је председник поменуте неофашистичке омладинске организације.
Године 1990. постао је посланик МСИ у регионалној скупштини регије Лацио, после трансформаије МСИ у нову партију Националну алијансу у 1994. посланик у италијанској скупштини. Унутар нове АН припада десном крилу destra sociale. У влади Силвио Берлусконија постао је 2001. министар пољопривреде и шумарства. Године 2006. први пут се кандидовао за место градоначелника Рима, које је тада добио левичарски политичар Валтер Велтрони. На изборима у априлу 2008. за градоначелника Рима, Алемано је победио са 53,7% гласова.
Ожењен је Исабелом, ћерком Пино Раути, чланом старе фашитичке партије Италије Мусолинија и касније оснивачем МСИ. Са њом има једног сина.